# 勐养镇区
勐养镇区，又译勐洋镇区、迈养镇区，是缅甸掸邦勐养县的一个镇区。2014年人口107,645人，區域面積2,721.3平方公里。勐养是该镇区的行政中心。